# پلامپتون، نیو ساوت ولز
پلامپتون (به انگلیسی: Plumpton) یک منطقهٔ مسکونی در استرالیا است که در نیو ساوت ولز واقع شده‌است.